# 1 + 1 = 2
Az 1 + 1 = 2 egy gyakran emlegetett feladat a matematikával kapcsolatban. Elsődlegesen azért szokták idézni, hogy bemutassák, a matematika mennyire szőrszálhasogató és nevetségesen triviális kérdésekkel foglalkozik. Ezzel párhuzamosan a szokásos jellemzés, hogy Bertrand Russell és Alfred North Whitehead 362 oldalnyi logikai elemzés után jutott erre az eredményre.
Ezek a kritikák valójában a matematika meg nem értését mutatják be.

## Filozófia
A matematikafilozófiában és az ismeretelméletben az ilyen kifejezéseket gyakran egyértelmű vagy egyértelműnek látszó és részletesebb indoklást igénylő kijelentésekre példa.
Immanuel Kant a {\displaystyle 7+5=12} képletet a priori szintetikus ítéletnek nevezi, vagyis tapasztalati alap nélkül (a priori) igaznak mondott ítéletnek nevezi, mely az egyes kifejezések szétbontása miatt igaz.
Descartes a metodikus kételkedésben a {\displaystyle 2+3=5}-höz hasonló kijelentéseket a kognitív állapottól függetlenek közé sorolja, melyek igaznak tűnnek, de egy gonosz démon kételkedésének vannak alárendelve.
Az ismeretelméleti indukciós problémában David Hume az ilyen állításokat ideaközi kapcsolatnak nevezi, melyek deduktívan levezethetők, szemben az indukciónak alárendelt tényállításokkal.

## Az állítás bizonyítása

### Formális bizonyítás
Mivel az 1 és a 2 nem fordul elő a formalizmusban, első lépésként ezeket a szimbólumokat kell definiálni. Ehhez szükséges, hogy az egyenlőség tulajdonságait meghatározzuk. Maga a bizonyítás semmi más, mint szimbólumokkal való manipuláció.
1. {\displaystyle \forall x:(x=y)\Rightarrow ((x=z)\Rightarrow (y=z))}
2. {\displaystyle \forall x:((x=y)\Rightarrow ((x=z)\Rightarrow (y=z)))\Rightarrow ((x+0=y)\Rightarrow ((x+0=z)\Rightarrow (y=z)))}
3. {\displaystyle (x+0=y)\Rightarrow ((x+0=z)\Rightarrow (y=z))}
4. {\displaystyle \forall y:(x+0=y)\Rightarrow ((x+0=z)\Rightarrow (y=z))}
5. {\displaystyle \forall y:((x+0=y)\Rightarrow ((x+0=z)\Rightarrow (y=z)))\Rightarrow ((x+0=x)\Rightarrow ((x+0=z)\Rightarrow (x=z)))}
6. {\displaystyle (x+0=x)\Rightarrow ((x+0=z)\Rightarrow (x=z))}
7. {\displaystyle (x+0=z)\Rightarrow (x=z)}
8. {\displaystyle \forall z:(x+0=z)\Rightarrow (x=z)}
9. {\displaystyle (\forall z:(x+0=z)\Rightarrow (x=z))\Rightarrow ((x+0=x)\Rightarrow (x=x))}
10. {\displaystyle (x+0=x)\Rightarrow (x=x)}
11. {\displaystyle x=x}
12. {\displaystyle \forall z:(x=y)\Rightarrow ((x=z)\Rightarrow (y=z))}[3]
13. {\displaystyle \forall z:((x=y)\Rightarrow ((x=z)\Rightarrow (y=z)))\Rightarrow ((x=y)\Rightarrow ((x=x)\Rightarrow (y=x))}
14. {\displaystyle (x=y)\Rightarrow ((x=x)\Rightarrow (y=x))}
15. {\displaystyle ((x=y)\Rightarrow ((x=x)\Rightarrow (y=x)))\Rightarrow (((y=x)\Rightarrow (x=x))\Rightarrow ((x=y)\Rightarrow (y=x)))}
16. {\displaystyle ((x=y)\Rightarrow (x=x))\Rightarrow ((x=y)\Rightarrow (y=x))}
17. {\displaystyle (x=x)\Rightarrow ((x=y)\Rightarrow (x=x))}
18. {\displaystyle (x=y)\Rightarrow (x=x)}
19. {\displaystyle (x=y)\Rightarrow (y=x)}
20. {\displaystyle \forall x:(x+y')=(x+y)'}
21. {\displaystyle \forall x:((x+y')=(x+y)')\Rightarrow ((0'+y')=(0'+y)')}
22. {\displaystyle (0'+y')=(0'+y)'}
23. {\displaystyle \forall y:(0'+y')=(0'+y)'}
24. {\displaystyle \forall y:((0'+y')=(0'+y)')\Rightarrow ((0'+0'=(0'+0)')}
25. {\displaystyle (0'+0')=(0'+0)'}
26. {\displaystyle \forall x:(x+0)=x}
27. {\displaystyle \forall x:((x+0)=x)\Rightarrow ((0'+0)=0')}
28. {\displaystyle (0'+0)=0'}
29. {\displaystyle \forall x:(x=y)\Rightarrow (x'=y')}
30. {\displaystyle \forall x:((x=y)\Rightarrow (x'=y'))\Rightarrow (((0'+0)=y)\Rightarrow ((0'+0)'=y))}
31. {\displaystyle ((0'+0)=y)\Rightarrow ((0'+0)'=y')}
32. {\displaystyle \forall y:((0'+0)=y)\Rightarrow ((0'+0)'=y')}
33. {\displaystyle \forall y:(((0'+0)=y)\Rightarrow ((0'+0)'=y'))\Rightarrow (((0'+0)=0')\Rightarrow ((0'+0)'=0''))}
34. {\displaystyle ((0'+0)=0')\Rightarrow ((0'+0)'=0'')}
35. {\displaystyle (0'+0)'=0''}
36. {\displaystyle \forall x:(x=y)\Rightarrow (y=x)}
37. {\displaystyle (\forall x:(x=y)\Rightarrow (y=x))\Rightarrow (((0'+0')=y)\Rightarrow (y=(0'+0')))}
38. {\displaystyle ((0'+0')=y)\Rightarrow (y=(0'+0'))}
39. {\displaystyle \forall y:((0'+0')=y)\Rightarrow (y=(0'+0'))}
40. {\displaystyle \forall y:(((0'+0')=y)\Rightarrow (y=(0'+0')))\Rightarrow (((0'+0')=(0'+0)')\Rightarrow ((0'+0)'=(0'+0')))}
41. {\displaystyle ((0'+0')=(0'+0)')\Rightarrow ((0'+0)'=(0'+0'))}
42. {\displaystyle (0'+0)'=(0'+0')}
43. {\displaystyle (\forall z:(x=y)\Rightarrow ((x=z)\Rightarrow (y=z)))\Rightarrow ((x=y)\Rightarrow ((x=0'')\Rightarrow (y=0'')))}
44. {\displaystyle (x=y)\Rightarrow ((x=0'')\Rightarrow (y=0''))}
45. {\displaystyle \forall x:((x=y)\Rightarrow ((x=0'')\Rightarrow (y=0'')))\Rightarrow ()}
46. {\displaystyle \forall x:((x=y)\Rightarrow ((x=0'')\Rightarrow (y=0'')))\Rightarrow (((0'+0)'=y)\Rightarrow ((0'+0)'=0'')\Rightarrow (y=0''))}
47. {\displaystyle ((0'+0)'=y)\Rightarrow (((0'+0)'=0'')\Rightarrow (y=0''))}
48. {\displaystyle \forall y:((0'+0)'=y)\Rightarrow (((0'+0)'=0'')\Rightarrow (y=0''))}
49. {\displaystyle \forall y:(((0'+0)'=0'')\Rightarrow ((0'+0)'=0'')\Rightarrow (y=0''))\Rightarrow (((0'+0)'=(0'+0'))\Rightarrow ((0'+0)'=0'')\Rightarrow ((0'+0')=0''))}
50. {\displaystyle ((0'+0)'=(0'+0'))\Rightarrow (((0'+0)=0'')\Rightarrow ((0'+0')=0''))}
51. {\displaystyle ((0'+0)'=0'')\Rightarrow ((0'+0')=0'')}
52. {\displaystyle (0'+0')=0''}

Az 1–11. állítások az egyenlőség reflexivitását, a 12–19. állítások pedig a szimmetriáját írják le. A 20–35. állítások szerepe az 1 és 2 szimbólumok definiálása, végül a 36–52. állítások a tétel bizonyítását adják.

### A Peano-axiómák alapján
A Peano-aritmetika axiómái alapján aránylag könnyen követhető a bizonyítás, és nagyjából megfelel a „természetes” gondolatmenetnek. Az állítás megfogalmazása:
{\displaystyle s0+s0=ss0}
Itt {\displaystyle 1:=s0} és {\displaystyle 2=s1=ss0}.
A 4. axióma alapján
{\displaystyle s0+s0=s(s0+0).}
A harmadik axióma alapján
{\displaystyle s0+0=s0,}
amit beírva a felső kifejezésbe kapjuk, hogy
{\displaystyle s0+s0=ss0,}
ami éppen az állításunk.

### Analitikus bizonyítás
Az analitikus bizonyításhoz néhány előzetes ismeretre is szükségünk van. Valójában egy erősebb kijelentést fogunk igazolni, aminek az egyik konkrét esete, hogy {\displaystyle 1+1=2}

#### Követő halmaz
Egy H halmaz követő halmazának (avagy szukcesszorának) nevezzük a {\displaystyle H^{+}:=H\cup \{H\}} halmazt. Például: {\displaystyle \{x,y\}^{+}=\{x,y,\{x,y\}\}}. Egy M halmazt monotonnak nevezünk, ha {\displaystyle \emptyset \in M} és {\displaystyle \forall x:x\in M\Rightarrow x^{+}\in M}.

#### Természetes számok
Mivel az üres halmaz minden halmaz részhalmaza, ezért van olyan halmaz, ami minden monoton halmaznak részhalmaza. Ez nem következik a halmazelmélet hagyományos axiómáiból, így axiómaként kell feltennünk. Ezt a halmazt nevezzük természetes számok halmazának.
Néhány természetes szám „szerkezete”
{\displaystyle 0=\emptyset }
{\displaystyle 1=0^{+}=\{\emptyset \}}
{\displaystyle 2=1^{+}=\{\emptyset ,\{\emptyset \}\}}

#### Összeadás
Az m szám és a {\displaystyle g:\mathbb {N} \to \mathbb {N} ,n\mapsto n^{+}} függvény által meghatározott rekurzív sm sorozatot összeadásnak nevezzük.
Az {\displaystyle s_{m}(n)} tagot {\displaystyle m+n} módon jelöljük.

#### A követő halmaz és az összeadás kapcsolata
A szám követő halmazát a szám és az 1 összegeként kaphatjuk meg:
{\displaystyle n^{+}=n+1}

##### Bizonyítás
A definíció alapján {\displaystyle s_{m}(n^{+})=g(s_{m}(n))=(s_{m}(n))^{+}}. Másképpen, a jelölés alapján {\displaystyle (m+n^{+})=(m+n)^{+}}. Legyen most {\displaystyle n=0}! Ebben az esetben {\displaystyle (m+1)=(m+0^{+})=(m+0)^{+}}. Szintén a definíció alapján {\displaystyle m+0=s_{m}(0)=m}.

#### Következmény
Ha {\displaystyle m=1}, akkor kapjuk a várt eredményt:
{\displaystyle 1+1=1^{+}=2}

## Kulturális hatások
A tétel gyakori hivatkozás, amikor valakinek (főleg a természettudományokban jártas személynek) a szőrszálhasogató aprólékosságára próbáljuk felhívni a figyelmet. Jellemzően azonban ez csak a külső, avatatlan szemlélő számára túlzó aprólékosság.
Időnként, szintén laikusoktól lehet olvasni a matematika természetét szerintük jól jellemző megjegyzésként, hogy az 1 + 1 = 2 kijelentést is bizonyítani kell. Ilyenkor valójában azt követelik, hogy triviális vagy annak tűnő állításokat azok kézenfekvősége alapján fogadjunk el igaznak. Ez a tudományok, különösen a matematika esetén nem lehetséges, hiszen az elméletek megbízhatóságát tenné kétségessé.
Jellegzetes ezen túl a matematika bonyolultságára hivatkozás az állítás révén. A konkrét forma, ami az előbb említett kézenfekvőséget is számon kéri, az, hogy még az ilyen egyszerű kijelentéseket is micsoda feladat igazolni, akkor hogyan várjuk el, hogy a sokkal bonyolultabb dolgokat (másodfokú egyenlet megoldóképlete, geometriai szerkesztések stb.) könnyen megtanuljon, megértsen a szerencsétlen diák. Valójában a helyzet fordított: minél több feltételnek kell megfelelni, minél több a kikötés, azaz minél komplexebb, speciálisabb, annál kevesebb a munka a feladatmegoldás során.